# Праздношатание
Праздношатание или лойтеринг (от англ. loitering — слоняться без дела) — пребывание в определённом общественном месте в течение длительного времени без определённой цели и/или без законного на это повода. При некоторых условиях может быть противозаконно в ряде юрисдикций.
Праздношатание не является полным синонимом слову безделье и в различных юрисдикциях между ними может существовать принципиальное различие.
Одним из государственных документов, прямо запрещающих праздношатание, являются правила охраны труда.
В охране труда существует запрет по нахождению в местах, не связанных с производственной необходимостью в рабочее время, что можно охарактеризовать как запрет праздношатания.
Праздношатание, часто, но не всегда, близко к тунеядству и попрошайничеству.

## История запрета
Праздношатание запрещалось местными правительствами во многих странах, в особенности в Великобритании. Наиболее характерен запрет для некоторых штатов и юрисдикций в США и Австралии.
История законов против праздношатания прослеживается от английского общего права XV века и прослеживается в современных юрисдикциях этой правовой системы. В континентальных системах права Европейских стран праздношатание само по себе не выделяется самостоятельным противоправным деянием, но может рассматриваться в рамках иных правонарушений.
В Уголовном кодексе штата Нью-Йорк праздношатание попадает в категорию преступлений против общественного порядка наряду с беспорядками и незаконным сборищем.
Причинами законодательного ограничения праздношатания является то, что праздношатающиеся лица часто оказываются вовлечены в преступность: карманные воры, «наводчики», проститутки и сутенёры, лица, выслеживающие будущих жертв своих сексуальных преступлений, распространители наркотиков, а также лица, ведущие асоциальный образ жизни: бродяги, наркоманы, алкоголики, хулиганы, тунеядцы или лица, которые могут подвергаться опасности: дети без надзора, «зацеперы», «паркурщики».

## Праздношатание по странам
Условия, при которых полиция может задерживать праздношатающихся, варьируют. Иногда вопрос переплетается с расовым профилированием.

### Канада
В Канаде Верховный суд отклонил апелляцию мужчины, имевшего судимость за преступление против ребёнка и арестованного вблизи детской площадки (en:R. v. Heywood).

### США
В некоторых местах праздношатание является преступлением само по себе, в других оно легально до тех пор, пока праздношатающийся не совершил иное нарушение общественного порядка (поиск клиентов проститутками, попрошайничество, публичное употребление алкогольных напитков). Праздношатание с целью проституции запрещено во всех штатах США.
В 1992 г. в Чикаго был принят закон против праздношатания, чтобы затруднить бандам совершение преступлений и наркоторговлю. Закон, определивший праздношатание как «нахождение на одном и том же месте без видимой цели», дал полицейским право разгонять таких людей, а в случае неповиновения устанавливал наказание в виде тюрьмы или общественных работ. Позже он был отменен Верховным судом США за нечёткость, отсутствие ясного критерия, отделяющего приемлемое поведение от неприемлемого (en:City of Chicago v. Morales). В 2000 г. город принял исправленную версию закона, устранив пункты, противоречащие Конституции. Праздношатание было определено как «нахождение на одном и том же месте, в условиях, дающих разумному человеку основание для уверенности, что цель данного поведения состоит в установлении уличной бандой контроля над определённой территорией, отпугивания других от этой территории или сокрытия противозаконных действий».
В Портленде, Орегон, проводились широкомасштабные кампании против праздношатания и связанных с ним нарушений.

### Бразилия
В Бразилии праздношатание является преступлением само по себе. В ст. 59 Кодекса уголовных правонарушений от 1941 года праздношатание (vadiagem) определено как «самововлечение, в порядке привычки, к праздному образу жизни человека, способного к труду, или человека, дохода которого недостаточно для получения средств к существованию, или человека, получающего доход за счет противоправной деятельности». За праздношатание полагается от 15 дней до 3 месяцев ареста.
Единственный параграф той же статьи указывает, что «приобретение осуждённым средств к существованию в достаточном объёме освобождает его от исполнения наказания».
В данной статье праздношатание сформулировано достаточно широко, так что даже неофициально трудоустроенный человек или нелицензированный продавец мог быть арестован. Это давало полиции повод задерживать любого подозрительного человека (к примеру, негров, временно безработных, капоэйристов и просто людей без документов). В 1975 году праздношатание было вторым по частоте совершения преступлением, зафиксированным в Рио-де-Жанейро.
В настоящее время ст. 59 применяется очень редко, однако, в отличие от отменённой в 2009 году статьи 60 за попрошайничество, статья всё ещё действует. В 2012 году законопроект об отмене данной статьи был принят Палатой депутатов Конгресса, однако, законопроект ещё должен рассмотреть Федеральный сенат.
Стоит сказать, что, согласно ст. 65 параграфа 1 пункта из Устава для иностранцев, «праздношатание» указано как повод к выдворению иностранца с территории Бразилии.

### Россия
В законодательстве Российской Федерации определения понятия праздношатания или родственных ему по смыслу нет. Следовательно, нет и ответственности за такие деяния. Любой гражданин может свободно и сколь угодно долго находиться в общественных местах без объяснения цели такого нахождения. Однако в Российской Федерации существуют установленные законодательством определенные зоны, нахождение в которых лиц без четко определенной цели запрещено. Сюда относятся, например, зоны транспортной безопасности (мосты, зоны отчуждения железных дорог и автомагистралей, край платформы станций метрополитена, обозначенный линией разметки и т. п.), зоны таможенного и паспортного контроля. Доступ в эти зоны, в отличие от режимных зон с ограниченным доступом, свободный, однако нахождение в них допускается только с целью, определенной назначением зоны (пересечение водной преграды, посадка в поезд или высадка из него, прохождение паспортного или таможенного контроля). В случае нахождения в таких зонах без определенной цели гражданин может быть удален оттуда, а в установленных случаях — привлечен к ответственности. Синонимы термина «праздношатание» используются лишь в различных инструкциях по технике безопасности и других (например, «нахождение без надобности», «бесцельное нахождение» и т. п.).